# AC/DC

Logotipo de AC/DC creado en 1977 por Gerard Huerta

AC/DC es una banda de hard rock británica-australiana, formada en 1973 en Australia por los hermanos escoceses Malcolm Young, Angus Young y Dave Evans como vocalista. Sus álbumes se han vendido en un total estimado de 200 millones de copias, embarcándose en giras multitudinarias por todo el mundo y sus éxitos han musicalizado varias producciones cinematográficas sobresalientes. Son famosas sus actuaciones en vivo, resultando vibrantes y exultantes espectáculos de primer orden. Mucho de ello se debe al extravagante estilo de su guitarrista principal y símbolo visual, Angus Young, quien asume el rol de guitarrista principal durante los conciertos, gracias a sus dinámicos y adrenalínicos despliegues escénicos uniformado de colegial callejero.
Al comienzo sufrieron diversos cambios en su alineación. En 1974 tras Dave Evans dejar el puesto de vocalista, es que la llegada del cantante Bon Scott se convertiría en una pieza clave del éxito del grupo. Su presencia en escena, lo convirtió en uno de los personajes más carismáticos de la historia del hard rock. La formación se estabilizaría con Cliff Williams (bajo) y Phil Rudd (baterista).
En 1974 incursionaron por primera vez fuera de los conciertos en bandas de punk rock locales, que ofrecían un contrapunto sonoro a las ampulosidades y la fastuosidad de las bandas que triunfaron en el mercado de la época. Ese mismo año se trasladaron a Glasgow, de donde procedían Desembarcaron en pleno auge del punk rock, lo que contribuyó a que, en poco tiempo, obtuvieran una enorme aceptación del público, ocupando inmediatamente los primeros puestos en ventas.
La carrera triunfal del grupo, sustentada por la rudeza carismática y la potencia rítmica del dominio guitarrero, proseguirá con el multimillonario Highway to Hell, uno de los discos más emblemáticos de la historia del hard rock y del que se vendieron millones de copias, que los catapultó hacia la fama y los solidificó al estatus de superestrellas.

Cuando se encontraban en su mejor momento, tanto a nivel comercial como artístico, la desgracia se cruzó en sus caminos, cuando en el 19 de febrero de 1980, el vocalista Bon Scott falleció por intoxicación etílica. No obstante, pese a que se encontraron al borde de la separación, el grupo depositó su destino en la voz de Brian Johnson, exvocalista del grupo Geordie.

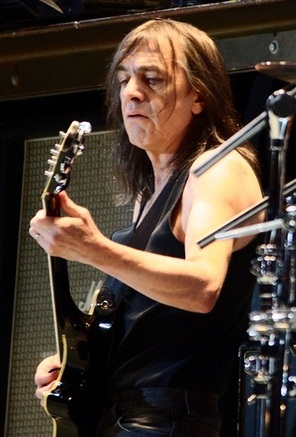
Malcolm, el mayor de los Young, y exmentor de la banda, durante su última gira (2010).

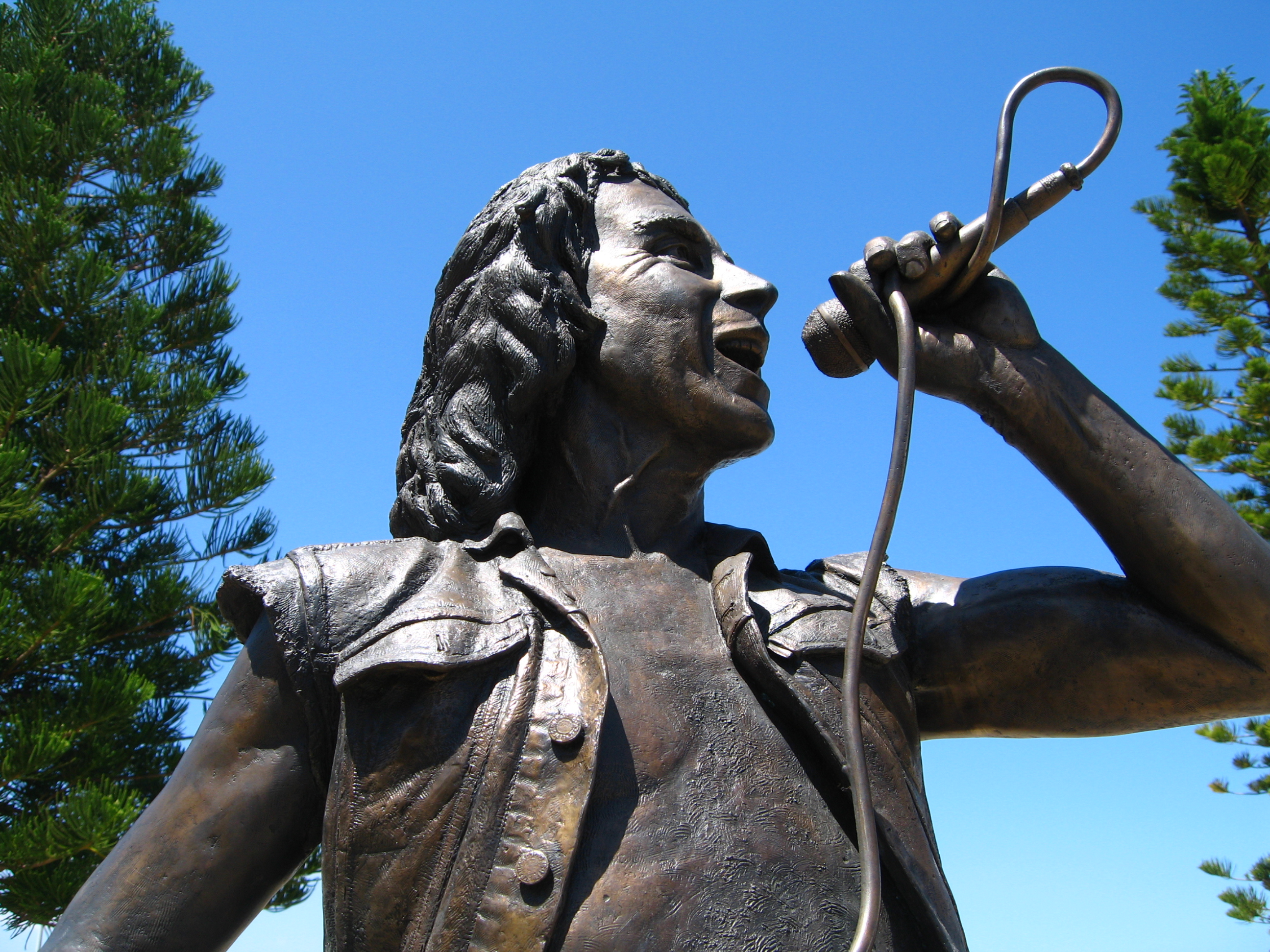
Estatua en homenaje a Scott, voz original del grupo, en la ciudad de Fremantle.

Back in Black (1980), el disco homenaje al fallecimiento del mítico cantante original y el cual, a la postre, terminaría convertido en el tercer álbum más vendido en la historia de la música con más de 45 millones de unidades en el mundo, encajaría la figura de Johnson a la perfección en la imagen de AC/DC. El éxito de este trabajo disparó las ventas de todos los discos anteriores desatando el fervor popular por la banda. Para mediados de 1981, todos los álbumes anteriores habían superado el millón de copias.
En la segunda mitad de la década de 1980, una serie de acontecimientos personales hicieron creer que el grupo ya había pasado sus mejores momentos. LP como Fly on the Wall (1985), Who Made Who (1986) o Blow Up Your Video (1988) reiteraban los sonidos de pasadas entregas, hecho mal visto por un sector de la crítica. A pesar de ello, sus discos se mantuvieron en las listas de éxitos hasta la siguiente década. The Razors Edge (1990), que contenía la enérgica «Thunderstruck», y el sencillo «Big Gun» (1993), elegida por Arnold Schwarzenegger para la banda sonora de su película El Último Gran Héroe, posicionándolos en las listas de los más vendidos de principios de los 90. Posteriormente, Ballbreaker (1995) y Stiff Upper Lip (2000) los mantendrían en los primeros planos de la industria musical. Después de varios años de pausa creativa, lanzaron Black Ice (2008), en el cual se destaca el primer sencillo, «Rock 'n' Roll Train», lanzado a la radio un mes antes, siendo todo un éxito. Con este disco alcanzaron los 10 millones de copias en el mundo.
Cuando afloraron los años de satisfacciones y reconocimientos, en septiembre de 2014, y después de varios meses de hermetismo y sospechas en torno al grave estado de salud que padecía uno de los integrantes, AC/DC confirma la retirada del guitarrista Malcolm Young debido a un cuadro de demencia. No obstante, pese a la sensible baja de su mentor, la banda informó que continuaría haciendo música. Tanto para un nuevo disco, Rock or Bust, como para giras posteriores, la guitarra rítmica fue ocupada por el sobrino de los Young, Stevie Young.
En febrero de 2016, Brian Johnson tuvo que retirarse de la gira ante el riesgo de una pérdida auditiva completa, por lo que fue temporalmente sustituido por Axl Rose, líder y cantante de Guns N' Roses, hasta el final de la gira Rock or Bust.
Recientemente, el bajista desde 1977 Cliff Williams ha anunciado que dejará la banda al terminar la actual gira.
Con cuatro décadas de trayectoria, la banda ha superado los cambios en la alineación, la pérdida de históricos miembros, la controversia sobre su imagen y letras, y el constante cambio de las tendencias musicales, para convertirse en la actualidad en una de las bandas más importantes e influyentes de la historia y con mayor capacidad de convocatoria. Hasta la fecha son una de las bandas más taquilleras de todos los tiempos. Desde marzo de 2003, el grupo está incluido en el Salón de la Fama del Rock and Roll. Aunque están comúnmente clasificados como hard rock, y considerados uno de los grandes influyentes del heavy metal, siempre han clasificado su música simplemente como rock and roll.

## Etimología
Malcolm Young y Angus Young idearon el nombre para la banda después de ver escrito «AC/DC» en la parte de abajo de la máquina de coser de su hermana Margaret (AC/DC es la abreviación en inglés de corriente alterna/corriente continua, que indica que un dispositivo eléctrico puede conectarse a la red eléctrica alterna e internamente la convierte en corriente directa o continua).
Los hermanos sintieron que este nombre simbolizaba el sonido enérgico y crudo de la banda, así como el poder de sus actuaciones. No obstante, en alguna culturas, es un término de jerga para la bisexualidad. La banda ha dicho que ellos no eran conscientes de ese uso hasta que un taxista les llamara la atención una noche después de un concierto, por lo que durante años trataron de demostrar la heterosexualidad del grupo, sobre todo en las primeras canciones.
Asimismo, la denominación del grupo ha dado espacio a la controversia por parte de organizaciones religiosas, quienes acusan un significado oculto de índole satánico detrás estas siglas. La banda negó estas interpretaciones de su nombre, y hasta se ha burlado de ellas.
El nombre «AC/DC» se pronuncia por deletreo (en inglés: ei-si/di-si; en español: a-ce/de-ce), y ha inspirado a numerosas bandas-tributo.

## Historia
En 1963 la familia Young, como muchas otras familias escocesas en aquellos años, abandonó los barrios bajos de Glasgow a causa de la gran depresión económica que afectaba a toda Gran Bretaña, para buscar una mejor vida en Australia. Encabezados por el matrimonio William y Margaret Young, acompañados de siete de sus ocho hijos (Steven, Margaret, John, William, George, Malcolm y Angus), se instalaron en Sídney. En Europa se quedó Alex, que ya por aquel entonces era músico, tocaba el saxofón y el trombón, y fue el principal artífice para que sus hermanos se inclinaran por la rama de la música.

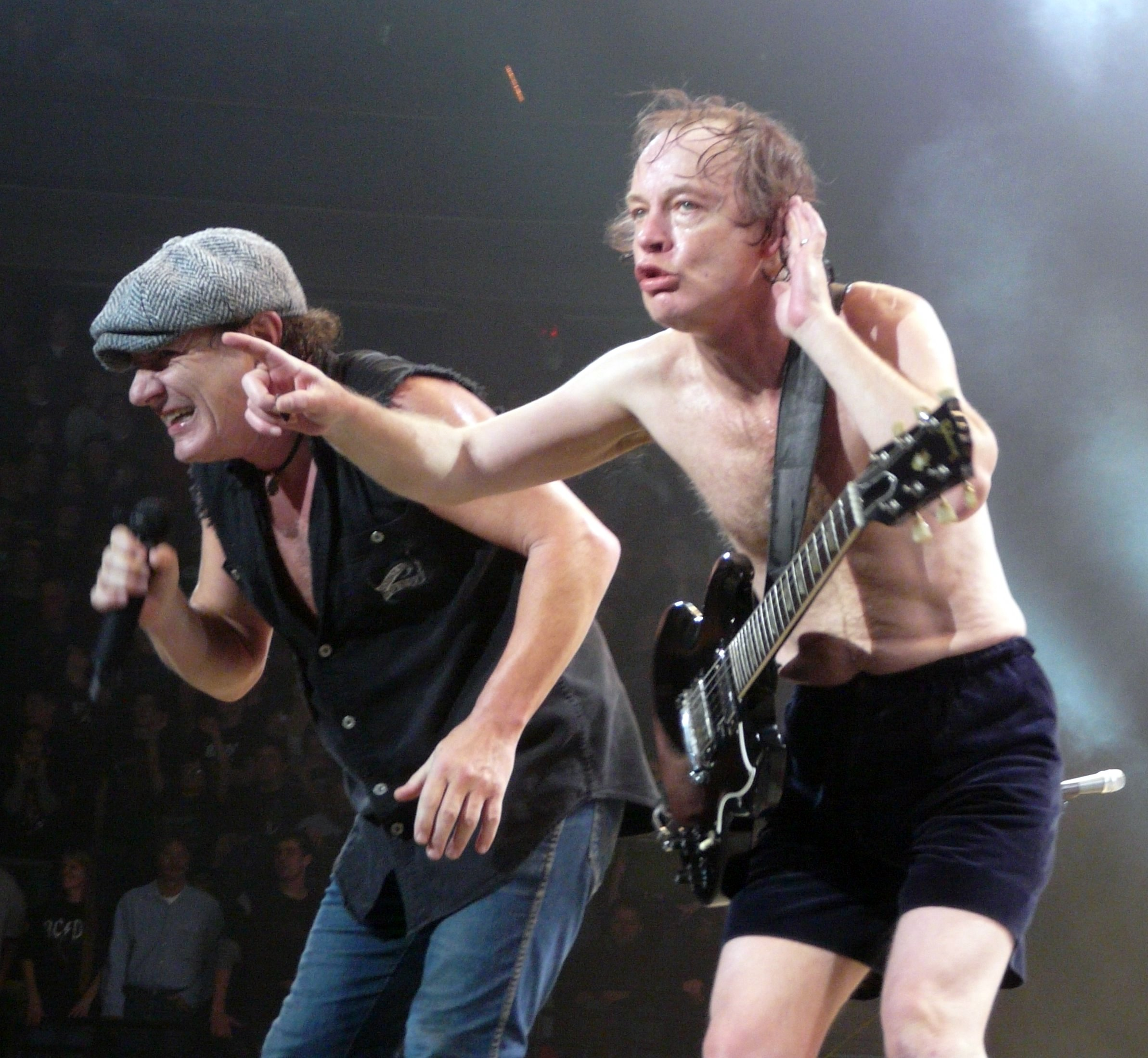
Brian Johnson y Angus Young durante un concierto.

George fue el primero en experimentar profesionalmente con la música. Junto a su amigo Harry Vanda fundó The Easybeats, una de las primeras bandas australianas de éxito, número uno en 1968 en las listas de medio mundo con «Friday On My Mind». El tipo de música que hacían era un pop ligero, similar a lo que The Beatles tocaban por esos años. La experiencia fue fundamental para hacer nacer la pasión por la guitarra en otros dos hermanos de George: Angus y Malcolm.
Casi al mismo tiempo, su hermana Margaret usaba sus ratos libres investigando los discos americanos de Elvis Presley, Little Richard, Buddy Holly y Chuck Berry. No pasaría mucho tiempo sin que sus hermanos menores se desvivieran por Berry, especialmente forma de ejecutar la guitarra y su coqueto Duck Walk.
Mientras los fundadores de los Easybeats se convertían en los reyes de la escena musical australiana gracias a su compañía, Albert Productions, los menores de los Young comenzaron a organizar sus primeros grupos con sus compañeros de clase.
Malcolm empezó a tocar la guitarra, abandonando la acústica y dedicándose de lleno a la eléctrica, hecho que le permitía al pequeño Angus apoderarse de los instrumentos que su hermano dejaba de lado. Empezó en un grupo llamado Beelzebub Blues, posteriormente fue componente de otra banda llamada Velvet Underground (no confundir con la banda americana del mismo nombre comandada por Lou Reed), pero no lograron trascendencia alguna. Además colaboró en 1972 en algunos trabajos del grupo de su hermano mayor George.
La misma ansiedad por tocar hizo que, con sólo 17 años de edad, Angus forme su grupo Kantuckee. Por aquellos días, una vez que volvía a casa del colegio, Angus llegaba a los ensayos de su grupo todavía enfundado en su uniforme escolar. Su hermana Margaret pronto le sugeriría que los atuendos colegiales le serían más originales a la hora de salir a tocar, a modo de atracción.
Angus encontró su primer y único trabajo en su vida como impresor para una revista pornográfica. Sin embargo, en 1973, recibe la llamada de Malcolm para unirse a un nuevo proyecto.

### Primeros años
En noviembre de 1973, Malcolm Young y Angus Young formaron AC/DC, reclutando al bajista Larry Van Kriedt, al cantante Dave Evans y al baterista Colin Burgess. Esta formación adoptó una imagen decididamente ambigua, en sintonía con la moda del glam-rock de la época. Los primeros ensayos se basaban en clásicos de blues y rhythm and blues.
En los festivales de Año Nuevo de 1973, el grupo tocó su primer concierto, en un club llamado «Chequers», en los suburbios de Sídney. La estabilidad grupal no se mantendría por mucho tiempo: Van Kriedt y Colin Burgess fueron los primeros miembros despedidos, y varios bajistas y bateristas pasaron por la banda durante el siguiente año, incluido George Young. (Ver lista de miembros de AC/DC).
Sumado a ello, las cosas con Dave Evans no marchaban bien, y mientras se buscaba otro vocalista, el representante de la banda de aquella época, Dennis Laughlin, ayudó al grupo como vocalista en contadas ocasiones. Evans no se comprometía seriamente con el proyecto, y además tenía problemas personales con Angus, lo que también contribuyó al rechazo de la banda hacia Evans.
Así y todo, en junio de 1974, los hermanos Young, Dave Evans, y los incorporados Peter Clack (batería), y Rob Bailey (bajo), se internan en Albert Studios de George y Harry Vanda, para registrar lo que sería el primer sencillo de la banda, lanzado por toda Australia y Nueva Zelanda, denominado «Can I Sit Next to You Girl» (y la cual posteriormente se regrabó con Bon Scott).
Para entonces, y luego de ensayar varios atuendos, Angus Young ya había adoptado su característico uniforme escolar, siguiendo la idea de su hermana Margaret. El uniforme original era de su escuela secundaria, Ashfield Boys High School.
Acto seguido, los Young se trasladan a Melbourne y contratan como representante a Michael Browning, pieza clave en el éxito de la banda por los cinco años siguientes, sobre todo cuando este contrata a Bon Scott, que, al igual que los Young, era un escocés radicado en Australia, y que había obtenido varios títulos como percusionista en la escuela, antes de abandonarla a los 16 años de edad.

### Llegada de Bon Scott (1974)
Muy pronto Angus y Malcolm se deshicieron del resto del grupo e iniciaron la búsqueda de miembros para una nueva formación. En septiembre de 1974, Bon Scott reemplazó a Dave Evans. Hasta entonces, el grupo solo había grabado un sencillo.
Durante estos tiempos combinaron la agresividad y la imaginería violenta, todo ello salpicado de un peculiar sentido del humor. Bon Scott ayudó en gran medida a fomentar esa imagen violenta del grupo. Tenía varios delitos menores y fue rechazado del ejército por estar inadaptado socialmente.
En enero de 1975, grabaron su primer álbum (aunque sólo para Australia), llamado High Voltage. Tomó diez días, y está basado en canciones instrumentales escritas por los hermanos Young, con letras escritas por Scott. Al cabo de unos pocos meses, la formación se estabilizó: Scott, los hermanos Young, el bajista Mark Evans y el baterista Phil Rudd. Más tarde, ese mismo año, editaron el sencillo It's a Long Way to the Top (If You Wanna Rock 'n' Roll), que se convirtió en su himno. Este tema se incluye en su segundo álbum, T.N.T., que se publicó sólo en Australia y Nueva Zelanda. En el álbum aparece otra clásica canción, High Voltage.

### Éxito internacional (1976-1978)
En 1975, firmaron un contrato internacional con Atlantic Records y comenzaron una gira europea, con la que ganaron una valiosa experiencia, tocando junto a grandes del hard rock, como Kiss, Aerosmith, Styx, Blue Öyster Cult y Cheap Trick entre otros.
El grupo realizó otro disco en Australia: Dirty Deeds Done Dirt Cheap (1976). El material de los dos primeros álbumes australianos High Voltage y T.N.T. sirvió para elaborar la versión de High Voltage para Estados Unidos. En otoño de 1977, publicaron Let There Be Rock. Al año siguiente, se incorporó Cliff Williams, en el disco Powerage. Todos esos álbumes fueron producidos por Vanda y George Young. El ambiente de sus conciertos se refleja en If You Want Blood You've Got It. AC/DC se fue de gira con artistas como Alice Cooper, Rush, Aerosmith, Ted Nugent, Boston, Black Sabbath, Cheap Trick, Heart, Scorpions, Molly Hatchet, Ronnie Montrose, Nazareth, UFO, Journey, Foreigner, Van Halen, Styx, Blue Öyster Cult, Alvin Lee, Rainbow, Savoy Brown, REO Speedwagon, The Doobie Brothers, Thin Lizzy y The Who.

### Éxito en los Estados Unidos (1977-1979)
Lo que realmente les abrió las puertas al éxito fue Highway to Hell (1979), producido por Mutt Lange, para muchos su mejor álbum y que alcanzó el puesto número 17 en las listas estadounidenses, y el número 8 en las británicas; fue el primero de sus trabajos en conseguir un millón de copias vendidas y figura en la lista de los 500 álbumes indispensables, elaborada por la revista Rolling Stone. El tema principal del LP, la canción «Highway to hell», acabaría convirtiéndose para muchos en todo un himno del rock and roll, de finales de los 70.

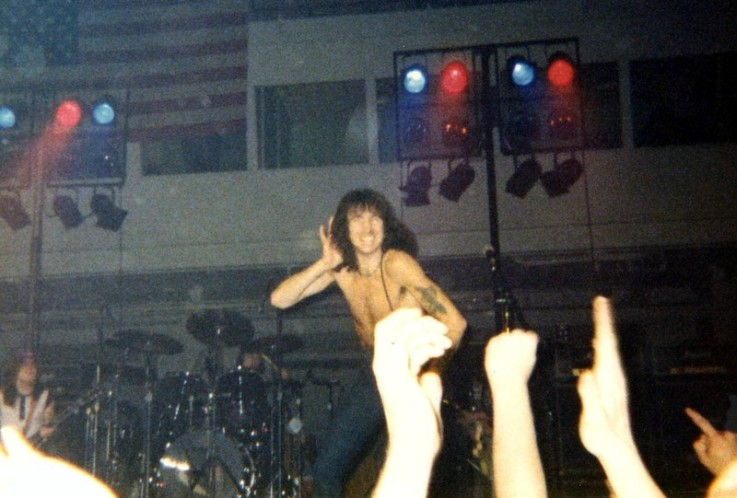
Bon Scott.

### Muerte de Bon Scott (1980)

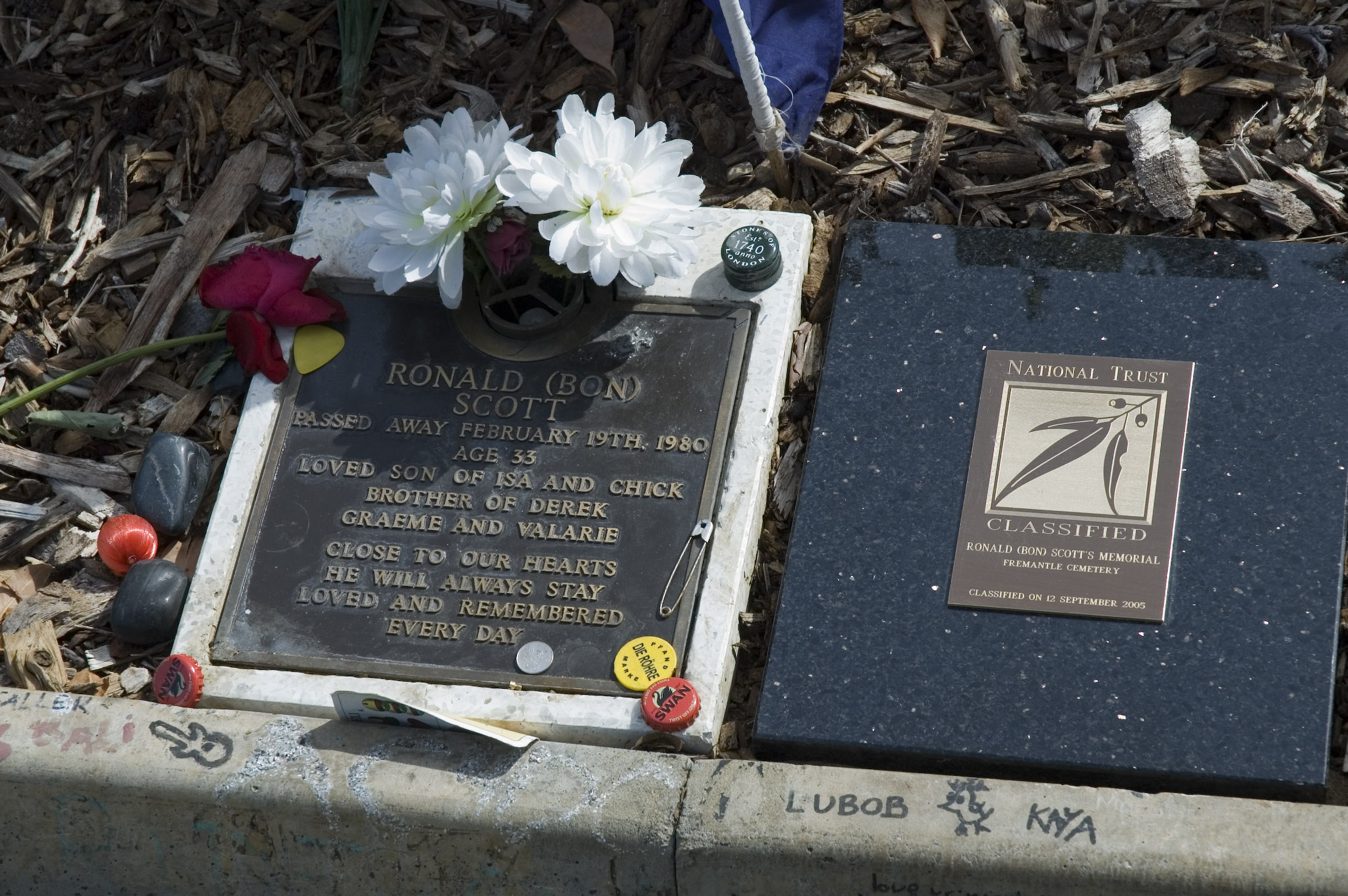
La tumba de Bon Scott.

Cuando todo parecía ir muy bien (tenían éxito de ventas en Europa y los Estados Unidos), la desgracia les cayó una noche en la que estaban parando en Londres. Ese 19 de febrero de 1980 perdieron a su vocalista. La causa de su fallecimiento fue una intoxicación etílica. Scott bebió de más en un club nocturno de Londres llamado «MusicMachine» (conocido como «Camden Palace», y luego renombrado como «The KOKO»). Su íntimo amigo Alistair Kinnear lo llevó a descansar en su automóvil, estacionado frente al número 67 de Overhill Road in East Dulwich, en la zona sur de la ciudad.
A la mañana siguiente, Kinnear llevó a Scott al hospital King's College en Camberwell, donde fue declarado muerto por intoxicación etílica. La tradición oral dice que se ahogó con su propio vómito, lo que fue desmentido por el mismo Kinear años después en una revista de rock la cual figura su nombre en la biografía de AC/DC escrita por Susan Massino.
La familia de Bon Scott despidió sus restos en el cementerio de Fremantle (Perth), el lugar a donde habían emigrado durante la infancia de Bon.

### Llegada de Brian Johnson y ascenso a la cúspide (1980-1983)
Tras la muerte de Bon Scott la banda se plantea su continuidad, pero finalmente reclutan a Brian Johnson. El inglés provenía de la popular banda británica Geordie, y se dice que era el vocalista preferido de Scott. Johnson se encontraba sin grupo y meditaba si continuar en el mundo musical. Sin embargo, aceptó el reto y entró con el resto del grupo a grabar lo que sería uno de los grandes discos de los años 80: Back in Black, dedicado a Bon Scott, y bajo la producción de Robert Lange.

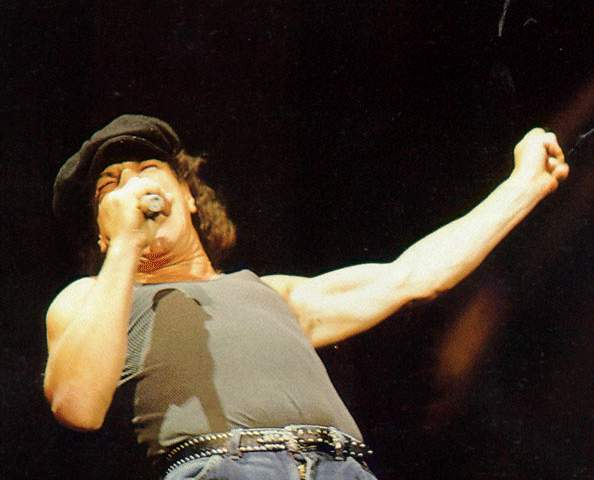
Brian Johnson se convertiría en la voz del disco más vendido en la historia del rock y el segundo más vendido de la historia de la música después de Thriller de Michael Jackson.

Las cifras alcanzadas por este álbum son excepcionales: en los Estados Unidos, encabezó la lista de ventas durante cinco semanas y se mantuvo durante otras veinte en el Top 10 (estuvo en total durante 131 semanas en el Top 40). Cada uno de sus diez temas se convirtieron en un éxito en potencia, y en menos de seis meses se vendieron más de 10 millones de copias. Hasta la fecha, la RIAA le certifica 22 álbumes de platino, lo que se traduce en más de 22 millones de copias vendidas solo en los Estados Unidos. A nivel mundial, las ventas de este se estiman superiores a los 45 millones de copias, figurando en la lista de los más vendidos de la historia, solo superado por el Thriller de Michael Jackson, lanzado un par de años más adelante.
El éxito de Back in Black disparó las ventas de todos sus álbumes anteriores, desatando una «fiebre» por AC/DC. Aprovechando el impulso, el disco Dirty Deeds Done Dirt Cheap fue reeditado en marzo de 1981 en los Estados Unidos (donde no había sido publicado en su primer lanzamiento, en 1976). Permaneció 55 semanas en la lista de los 40 más vendidos y obtuvo seis discos platinos. Asimismo, todos los anteriores discos del grupo superaron el millón de copias en julio del mismo año. En noviembre de 1981, se publicó For Those About to Rock (We Salute You), que sacaría a relucir el éxito con el mismo nombre. Al igual que los dos álbumes anteriores, fue producido por John Langue. Recibió una buena acogida entre los admiradores, pero no en la crítica. Obtuvo también buenas cifras en ventas, con un millón de copias vendidas en su primera semana y, en 2001, confirmó su cuarto álbum de platino.

### La llegada de Wright y el descenso comercial (1983-1987)

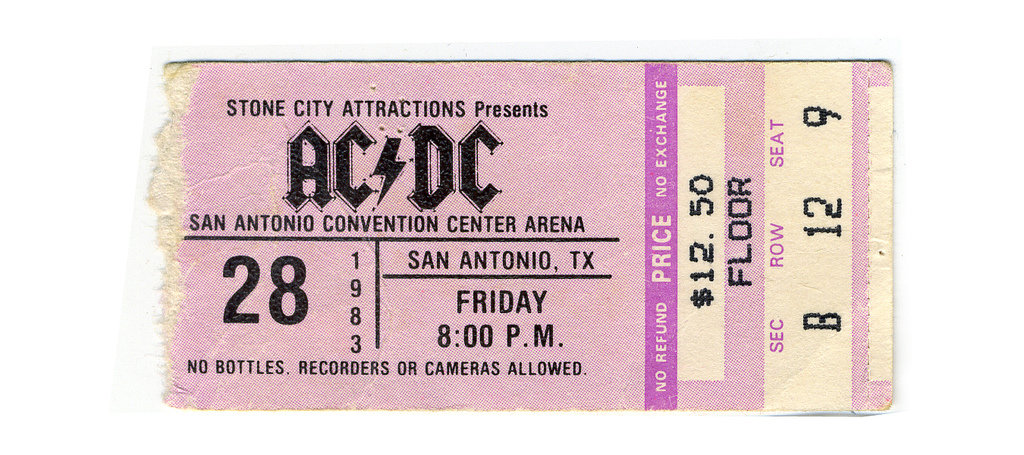
Boleto para concierto de AC/DC en San Antonio, Texas, 1983.

En mayo de 1983, el baterista Phil Rudd fue sustituido por Simon Wright. Tras ese relevo, en agosto vería la luz un nuevo LP: Flick of the Switch, el primer disco producido por Angus y Malcolm. El álbum hizo decaer el estatus comercial del grupo, aunque se considera exitosa la canción «Flick of the Switch». En octubre de 1984, editaron '74 Jailbreak. un mini-LP con varias canciones inéditas y que conmemoraba sus diez años de existencia.
En junio de 1985, es publicado Fly on the Wall. El álbum no fue bien recibido por los críticos y tuvo malas ventas. En mayo de 1986, publicaron Who Made Who, realizado especialmente para la película de Stephen King Ocho días de terror («Maximum Overdrive») y que obtuvo ventas bastante buenas. Este disco resucitó temas como «You Shook Me All Night Long» y «Ride On».

### Popularidad renovada (1988-1997)

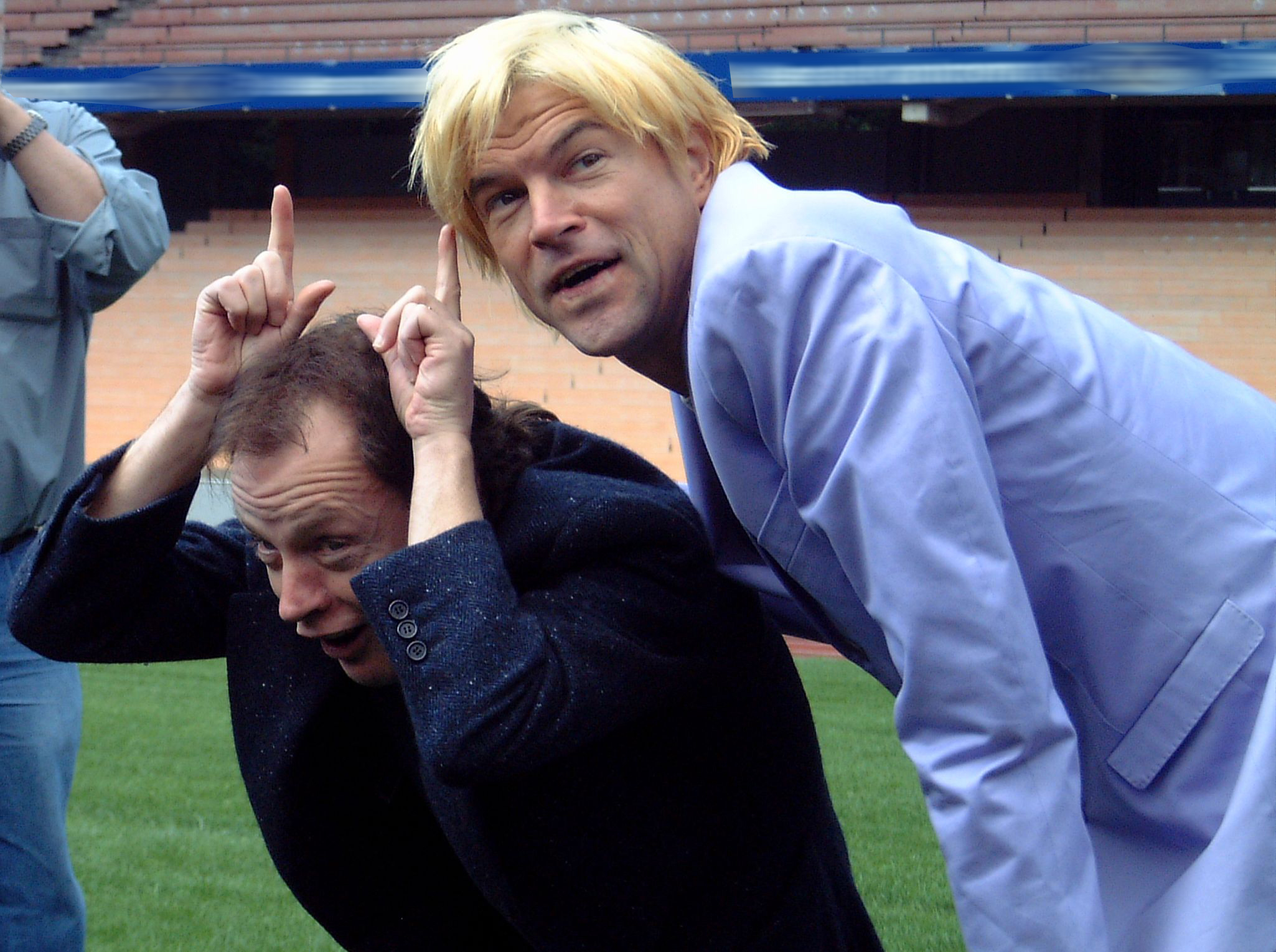
Angus Young con Campino, cantante de la banda de punk rock Die Toten Hosen, en 2001.

En enero de 1988, volvieron con Blow Up Your Video, producido por Harry Vanda y George Young.
Durante la gira de 1988, por causas personales, Malcolm Young fue sustituido por su sobrino Stevie Young (solo le sustituiría durante esa gira americana). En noviembre de 1989, Simon Wright abandonó temporalmente el grupo para incorporarse a Dio, y grabar el respectivo álbum de esa banda, Lock up the Wolves. Fue reemplazado por Chris Slade.
Para ese tiempo, Johnson no estaba disponible, ya que estaba arreglando los asuntos de su divorcio. Así que los hermanos Young escribieron todos los temas para su próximo álbum.
Con The Razors Edge (1990), producido por Bruce Fairbairn, volvieron, casi diez años después de su primer gran éxito, a lo más alto de las listas de ventas (77 semanas en la lista de los 40 de Estados Unidos y 12 millones de copias vendidas hasta la actualidad), lanzados por el éxito Thunderstruck. La gira del nuevo álbum queda registrada en el álbum «Live!», la segunda placa doble en vivo de los australianos.
En 1991, se presentaron en Moscú, Rusia, en lo que fue uno de los diez conciertos con más asistencia de la historia.[cita requerida]
En 1993, lanzaron el sencillo Big Gun para la banda sonora de la película El Último Gran Héroe (Last Action Hero), protagonizada por Arnold Schwarzenegger, quien también saldría en el videoclip.
En el verano de 1994, vuelve Phil Rudd a la batería, tras su reencuentro con el grupo después de un concierto. Malcolm le perdonó y le pidió que volviera. En otoño de 1995, publicaron Ballbreaker, producido por Rick Rubin, el cual entró en las listas en el número 4 y vendió un millón de copias en los primeros seis meses con su sencillo Hard as a Rock. De este álbum también se extrajeron temas como «Cover You in Oil», «Hail Caesar» y «Boogie Man».

### AC/DC y el nuevo milenio (2000-2015)
Stiff Upper Lip le siguió a principios de 2001. Con ese álbum, volvieron a los sonidos que más les influenciaron durante su juventud.
Sus éxitos, como el sencillo «You Shook Me All Night Long», han sido interpretados por grandes personalidades del mundo de la música, como Céline Dion & Anastacia en el especial de «Divas Live Las Vegas». Curiosamente, la versión de «You Shook Me All Night Long» de Céline Dion fue elegida por la revista inglesa Total Guitar en 2008 como la peor versión del mundo.
En 2005, se lanzó el dualDisc de Back in Black y el DVD Family Jewels, una recopilación de sus vídeos desde 1973 hasta 1990. En 2006, se editó un libro con la historia de la banda llamado «Let There Be Rock: The Story of AC/DC» y escrito por la periodista Susan Masino.
En octubre de 2007 salió a la venta un nuevo DVD, titulado «Plug Me in», en versión sencilla (dos DVD) y «de coleccionista» (tres DVD), con gran cantidad de material inédito y desconocido, incluso por los coleccionistas.
En octubre de 2008 se publicó el álbum Black Ice.
En 2009, la Recording Industry Association of America actualizó el récord de ventas del grupo, cambiando su cantidad de ventas de 69 millones a 71 millones, por lo que AC/DC se convirtió en la quinta banda en vender más discos en los Estados Unidos, vendiendo más discos que Madonna, Mariah Carey y Michael Jackson.
El 10 de mayo de 2011, sale a la venta «AC/DC Live at River Plate», en el cual se incluyen los conciertos de Buenos Aires, Argentina, los días 2, 4 y 6 de diciembre de 2009.
El 20 de noviembre de 2012, sale a la venta el CD en vivo «AC/DC Live At River Plate». El disco es doble, con diferentes portadas, incluyendo todas las canciones tocadas en Buenos Aires, Argentina, que se muestran en el DVD «Live at River Plate». También fue lanzado en una edición especial en formato LP.
En diciembre de 2014 se publicó el álbum Rock or Bust. Es el primer álbum de la banda sin el miembro fundador y guitarrista Malcolm Young, quien dejó la banda ese mismo año por motivos de salud.

### Estado de salud y retiro de Malcolm Young (2014-2017)

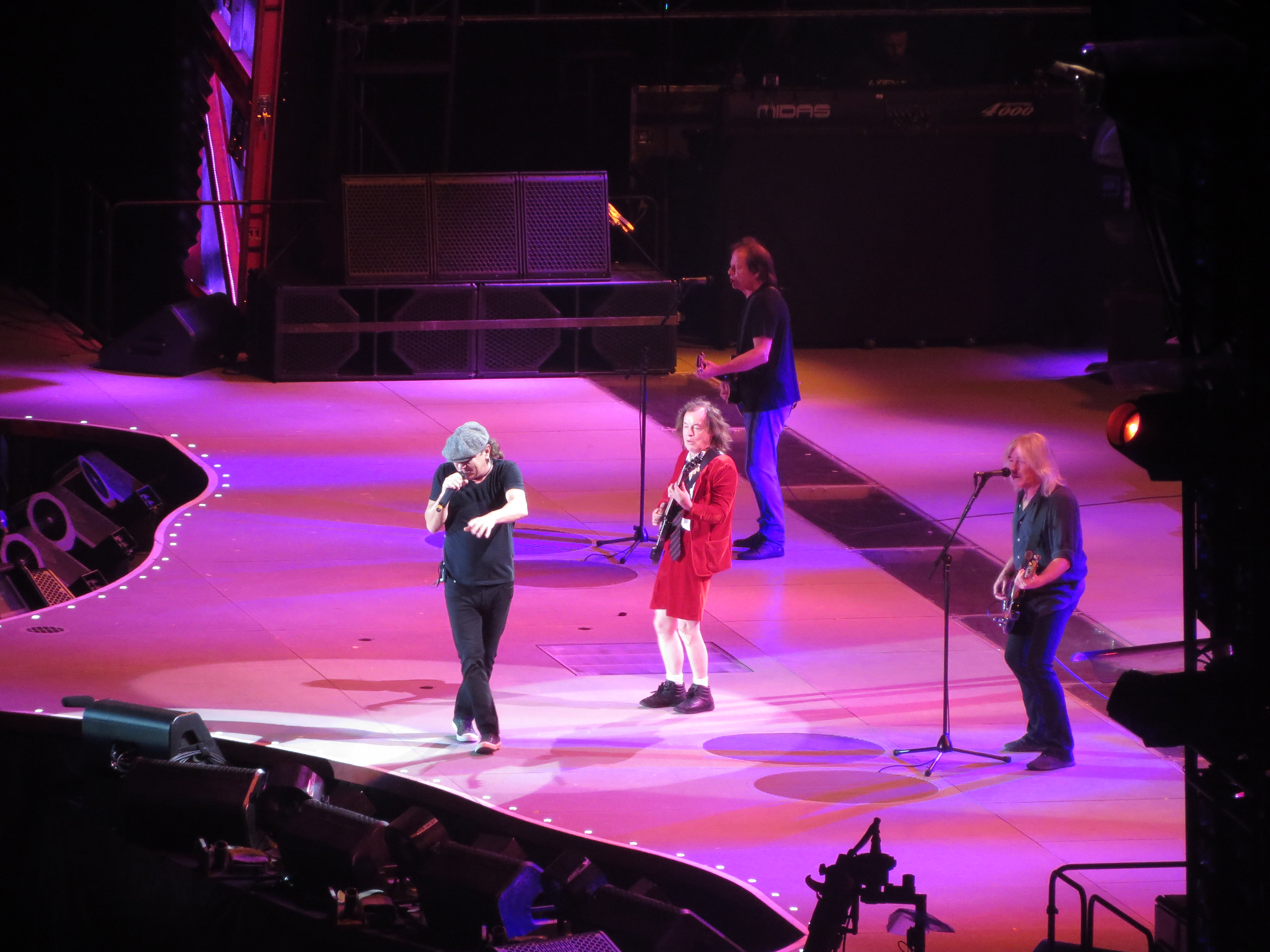
Presentación de AC/DC en el Estadio Olímpico Lluís Companys en Barcelona el 29 de mayo de 2015 durante el Rock or Bust Tour

El 16 de abril de 2014, en respuesta a informes anteriores de que la banda podría retirarse debido a que Malcolm Young estaba gravemente enfermo e incapaz de desempeñarse, Brian Johnson comentó que el resto del grupo iba a continuar y seguir adelante. AC/DC posteriormente anunció en un comunicado oficial sobre su página de Facebook que Malcolm Young estaba tomando un descanso de la banda debido a su mala salud. En junio, Johnson anunció que era «muy probable» que AC/DC regresara nuevamente antes de acabar 2014. En julio de 2014, AC/DC confirmó que han terminado de grabar su próximo álbum y que el sobrino de Malcolm, Stevie Young, reemplazó a Malcolm en el estudio.
El 23 de septiembre de 2014, bajo la dirección de Alberts confirmó que el miembro fundador Malcolm Young había salido oficialmente de la banda, debido a que se le diagnosticó demencia senil y su enfermedad es irreversible y reveló que su nuevo disco titulado Rock or Bust con once nuevas canciones sería lanzado el 28 de noviembre de 2014; este es el primer álbum de AC/DC sin Malcolm Young en las grabaciones. La banda también anunció planes para una gira mundial para promover el nuevo álbum con Malcolm y el sobrino de Angus, Stevie Young como reemplazo de Malcolm.

#### Arresto de Phil Rudd (2015)
El 9 de julio de 2015, Phil Rudd fue sentenciado con arresto domiciliario por amenazas de muerte a un exempleado y por posesión de metanfetamina y marihuana.

#### Salud de Brian Johnson (2016)
En abril de 2016 el vocalista Brian Johnson deja de presentarse en vivo con AC/DC por motivos de riesgo a perder su sentido del oído. Su reemplazo temporal fue el vocalista de Guns N' Roses Axl Rose, con quien iniciaron una gira. El 8 de julio del mismo año, Cliff Williams, bajista de la banda desde 1977, anunciaba también que abandonaba el grupo después del final de la gira del último álbum, Rock or Bust, en septiembre de 2016.
El 18 de noviembre de 2017, Malcolm Young falleció a los 64 años.

### Actualidad /Power Up(2018-2023)
Durante el mes de agosto del año 2018 fueron filtradas fotos de Angus, Brian, Stevie y Phil en Warehouse Studios de Vancouver, estudio donde fueron grabados los discos Stiff Upper Lip, Black Ice y Rock Or Bust, con lo cual comenzaron los rumores de la grabación de un nuevo álbum y el regreso de Brian Johnson y Phil Rudd a la banda.
El 1 de octubre de 2020, la banda confirma su regreso con la formación clásica y un nuevo disco, Power Up. 5 días después, el 6 de octubre, lanzaron una nueva canción llamada Shot in the Dark, a la que más tarde se le haría un video musical. Finalmente, el decimoséptimo trabajo de la banda australiana vio la luz el 13 de noviembre de 2020.
En marzo de 2023 la banda anuncia su regreso a los escenarios con su incorporación al festival Power Trip, junto a bandas de la talla de Iron Maiden, Metallica, Ozzy Osbourne, Guns N' Roses y Tool.

## Legado
La banda ha vendido más de 200 millones de álbumes en todo el mundo, y de ellos aproximadamente 70 millones han sido vendidos en los Estados Unidos. Han sido sin lugar a dudas, la banda de hard rock más importante del período que va desde mediados de los años setenta hasta principios de los ochenta.
Su disco Back in Black ha vendido más de 50 millones de unidades en el mundo, y más de 22 millones solo en los Estados Unidos, de manera que es el quinto álbum de mayor venta de todos los tiempos en este país, y el segundo entre los álbumes más vendidos de toda la historia de la música popular a nivel mundial. La canción homónima, «Back in Black», se situó en el segundo puesto en el programa Las 100 más grandiosas canciones del Hard Rock del canal VH1.
Este último los posicionó en el cuarto puesto en su lista «Los 100 mejores artistas de Hard Rock», en tanto que MTV los situó en el séptimo puesto de «Las mejores bandas de Heavy Metal de todos los tiempos». Además la revista Q los colocó en el primer lugar en su lista «Los 50 grupos que debes ver antes de morir».
Desde el 22 de marzo de 2000, AC/DC tiene una calle en Leganés (Madrid) llamada calle de AC/DC, a la inauguración asistieron Malcolm y Angus con gran expectación de público y seguidores. El mismo día de la inauguración, la placa fue robada y repuesta a las dos horas. Tres días después, fue robada de nuevo. Fue incontable el número de veces que ha sido sustraída. Ante esa situación, el Ayuntamiento de Leganés decidió sacar las placas a la venta, para satisfacer las ansias de los admiradores. Esta anécdota fue expuesta en la película española Isi/Disi. Amor a lo bestia dirigida por Chema de la Peña y protagonizada por Santiago Segura y Florentino Fernández.

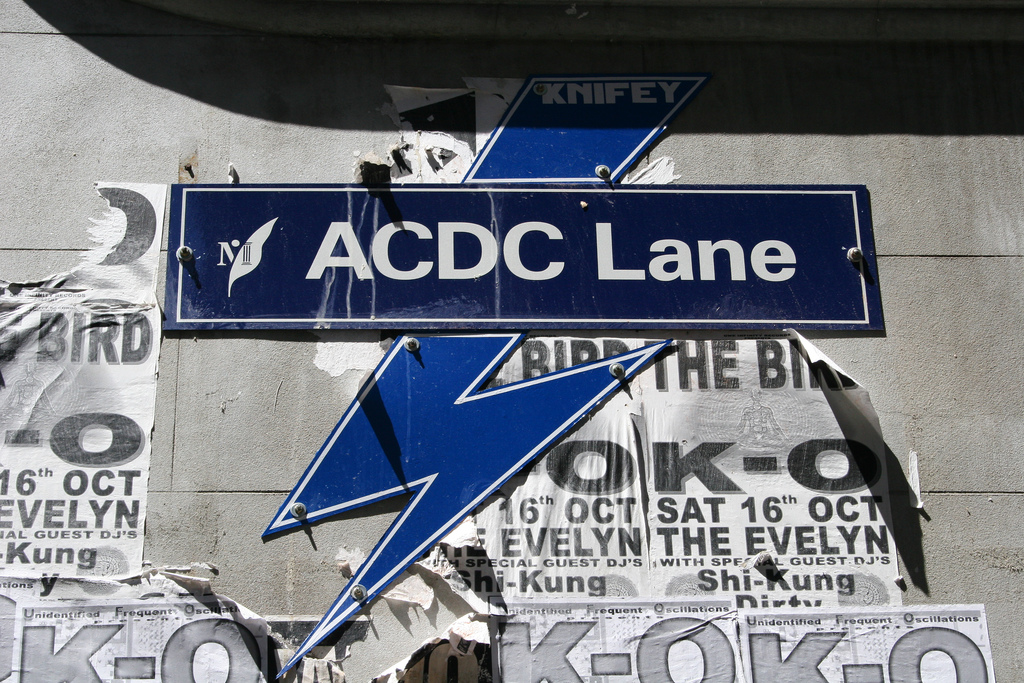
Calle en su honor nombrada «AC/DC Lane», en Melbourne.

Del mismo modo, en octubre de 2004, la ciudad de Melbourne también les rindió honores: la Corporación de Lane, fue renombrada ACDC Lane, en honor a la banda. Sin embargo, la ciudad prohibió el uso del carácter de barra en nombres de calles, por lo que las cuatro letras se combinaron. La calle está cerca del Swanston Street, donde, en la parte trasera de un camión, la banda grabó uno de sus más grandes éxitos «It's a Long Way to the Top (If You Wanna Rock 'n' Roll)».
Fueron incluidos en el Salón de la Fama del Rock and Roll el 10 de marzo de 2003. Durante la ceremonia el grupo tocó 'Highway to Hell' y 'You Shook Me All Night Long' (con el vocalista de la banda Aerosmith, Steven Tyler). Ese mismo año, Malcolm y Angus recibieron el premio Ted Albert Award por su destacado servicio a la música australiana.

## Miembros

### Miembros actuales
- Brian Johnson - vocalista (1980-2016) (2018-presente)
- Angus Young - guitarra solista (1973-presente)
- Stevie Young - guitarra rítmica, coros (1988) (2014-presente)
- Cliff Williams - bajo eléctrico, coros (1977-2016; 2018-presente; retirado de las giras desde 2016)
- Phil Rudd - batería, percusión (1975-1983; 1995-2015; 2018-presente; retirado de las giras desde 2015)

### Músicos de Tour
- Matt Laug - batería, percusión (2023-presente)
- Chris Chaney - bajo, coros (2024-presente)

### Miembros anteriores
- Dave Evans - vocalista (1973)
- Bon Scott † - vocalista (1974-1980; fallecido en 1980)
- Malcolm Young † - guitarra rítmica, coros (1973-2014) (fallecido en 2017)
- Mark Evans - bajo eléctrico (1975-1977)
- Simon Wright - batería, percusión (1983-1989)
- George Young † - bajo eléctrico (1973-1975) (fallecido en 2017)
- Chris Slade - batería, percusión (1990-1995) (2015-2020)

Miembros De Tour Anteriores:
- Axl Rose: Vocalista (2016-2018)

## Discografía

### Álbumes de estudio
| Título                          | Fecha de lanzamiento                                                                      | Discográfica                                    |
| ------------------------------- | ----------------------------------------------------------------------------------------- | ----------------------------------------------- |
| High Voltage                    | 17 de febrero de 1975 (Australia) 30 de abril de 1975 (Estados Unidos) 14 de mayo de 1976 | Albert Productions (Australia) Atlantic Records |
| T.N.T (Australia)               | 1 de diciembre de 1975                                                                    | Albert Productions                              |
| Dirty Deeds Done Dirt Cheap     | 12 de diciembre de 1976 (Europa) 2 de abril de 1981 (Estados Unidos)                      | Atlantic Records                                |
| Let There Be Rock               | 23 de julio de 1977                                                                       | Atlantic Records                                |
| If You Want Blood You've Got It | 30 de abril de 1978 (En directo)                                                          | Atlantic Records                                |
| Powerage                        | 25 de mayo de 1978                                                                        | Atlantic Records                                |
| Highway to Hell                 | 27 de julio de 1979                                                                       | Epic Records                                    |
| Back in Black                   | 25 de julio de 1980                                                                       | Atlantic Records                                |
| For Those About to Rock         | 23 de noviembre de 1981                                                                   | Atlantic Records                                |
| Flick of the Switch             | 15 de agosto de 1983                                                                      | Atlantic Records                                |
| '74 Jailbreak                   | 15 de octubre de 1984                                                                     | Atco Records                                    |
| Fly on the Wall                 | 28 de junio de 1985                                                                       | Atlantic Records                                |
| Who Made Who                    | 24 de mayo de 1986                                                                        | Atlantic Records                                |
| Blow Up Your Video              | 1 de febrero de 1988                                                                      | Epic Records                                    |
| The Razors Edge                 | 24 de septiembre de 1990                                                                  | Atlantic Records                                |
| Ballbreaker                     | 22 de septiembre de 1995                                                                  | Elektra Records                                 |
| Stiff Upper Lip                 | 25 de febrero de 2000                                                                     | EMI                                             |
| Black Ice                       | 17 de octubre de 2008                                                                     | Columbia Records                                |
| Rock or Bust                    | 28 de noviembre de 2014                                                                   | Columbia Records                                |
| Power Up                        | 13 de noviembre de 2020                                                                   | Columbia Records                                |

- Referencia de discografía[93]